# Urochloa glumaris
Urochloa glumaris är en gräsart som först beskrevs av Carl Bernhard von Trinius, och fick sitt nu gällande namn av Jan Frederik Veldkamp. Urochloa glumaris ingår i släktet leverhirser, och familjen gräs. Inga underarter finns listade i Catalogue of Life.